# Colinas de Santa Rosa
Colinas de Santa Rosa är en ort i Mexiko.   Den ligger i kommunen Querétaro och delstaten Querétaro Arteaga, i den centrala delen av landet, 200 km nordväst om huvudstaden Mexico City. Colinas de Santa Rosa ligger 1 979 meter över havet och antalet invånare är 174.
Terrängen runt Colinas de Santa Rosa är kuperad österut, men västerut är den platt. Runt Colinas de Santa Rosa är det tätbefolkat, med 762 invånare per kvadratkilometer. Närmaste större samhälle är Santiago de Querétaro, 18,5 km söder om Colinas de Santa Rosa. Trakten runt Colinas de Santa Rosa består i huvudsak av gräsmarker.